# Мир! Дружба! Жвачка!
«Мир! Дру́жба! Жва́чка!» — российский драматический телесериал о взрослении в «лихие девяностые». Производством проекта занималась компания Good Story Media. Пилотное название телесериала — «Братство крыши».
Цифровая премьера телесериала состоялась 23 апреля 2020 года в онлайн-кинотеатре Premier. Телевизионная премьера проекта состоялась на телеканале «ТНТ» 18 мая 2020 года.
30 мая 2020 года на видеоплатформе Premier был размещён фильм о съёмках первого сезона телесериала.
29 октября 2020 года телесериал был официально продлён на второй сезон. Премьерный показ новых серий стартовал 24 мая 2021 года на телеканале «ТНТ» и видеоплатформе Premier. 3 июня 2021 года на телеканале «ТНТ» состоялась премьера фильма о телесериале «Мир! Дружба! Жвачка!—2».
15 июля 2022 года стартовали съёмки третьего сезона телесериала. Премьера двух первых серий состоялась в онлайн-кинотеатре Premier 4 мая 2023 года. Режиссёром второго и третьего сезонов телесериала стал театральный режиссёр, лауреат премии «Золотая маска» Антон Фёдоров, добавивший в сюжет автобиографические мотивы.
12 декабря 2023 года телесериал был официально продлён на четвёртый сезон, однако в июле 2024 года его съёмки были отменены.

## Сюжет

### 1 сезон (2020)
В 1993 году подросток Санька Рябинин знакомится с соседской девчонкой Женей и попадает в водоворот событий «лихих 90-х», которые полностью меняют его жизнь. Вместе с друзьями Вовкой и Илюшей герою предстоит не только повзрослеть, но и разобраться с жизненными приоритетами.
Сезон заканчивается тем, что Рябинины находятся перед тяжёлым выбором. Готова ли Надежда встать на путь обмана? Готов ли Фёдор отказаться от своей мечты? Готов ли Санька ради мести убить человека?

### 2 сезон (2021)
Действие сериала переносится в 1994 год. Санька с нетерпением ждёт встречи с Женей, которая приезжает спустя год жизни в Германии. Илюша рассказывает ребятам о своей новой подруге — Галадриэль, дочке директора местного завода, а Вовка о своих похождениях с гимнастками из дворца спорта. Надежда продолжает успешно работать в «Витал-Инвест», её муж Фёдор уже год не работает, затеяв в доме бесконечный ремонт. Алик неожиданно выжил после событий 1 сезона.
Сезон заканчивается тем, что Алик приезжает на базу афганцев, где уже работают сотрудники милиции и скорой помощи. Простынями накрыты тела бывших друзей Алика. Он замечает вдалеке Витю. Они молча смотрят друг на друга. Семья Рябининых в пустой квартире, Гена даёт им время на сборы. Санька спрашивает, где они теперь будут жить, никто не может ему ответить. Алик поехал один мстить Бесо, но позже встречает Витьку, который помогает ему.

### 3 сезон (2023)
Действие происходят спустя 2 года в 1996 году. Санька заканчивает школу. Он проводит выпускной вечер с прикольной девчонкой из параллельного класса Ксюхой, а наутро знакомится с её отцом Максимом Николаевичем, полковником милиции в отставке. Вовка решает заработать лёгкие деньги и связывается с бандитами. Попав на крупную сумму, он обращается за помощью к Алику, который недавно вышел из тюрьмы.
Сериал заканчивается тем, Гоша и Женя устраивают прощальную вечеринку на теплоходе. Вася просит Алика продегустировать новый «товар». А Максим Николаевич узнаёт, что в милиции есть человек, прикрывающий криминальную группировку. Алик становится физруком в школе, Малая бросает Вовку и уходит к Гоше, Санька и Женя снова вместе.

## Персонажи
= Главная роль в сезоне
     = Второстепенная роль в сезоне
     = Гостевая роль в сезоне
     = Не появляется

### Главные роли
| Актёр              | Персонаж                                            | Появление в сезонах | Появление в сезонах | Появление в сезонах | Появление в сезонах |
| Актёр              | Персонаж                                            | 1                   | 2                   | 3                   | Эпизоды             |
| ------------------ | --------------------------------------------------- | ------------------- | ------------------- | ------------------- | ------------------- |
| Егор Губарев       | Александр Фёдорович Рябинин (Санька)                | 8                   | 8                   | 8                   | 24                  |
| Егор Абрамов       | Владимир Михайлович Лукин (Вовка)                   | 8                   | 8                   | 8                   | 24                  |
| Фёдор Рощин        | Илья «Леголас» Торин                                | 8                   | 8                   | 7                   | 23                  |
| Валентина Ляпина   | Женя Гачина                                         | 8                   | 8                   | 8                   | 24                  |
| Юра Борисов        | Александр Александрович Волков-мл. (Алик «Афганец») | 6                   | 8                   | 8                   | 22                  |
| Ксения Каталымова  | Надежда Александровна Рябинина                      | 8                   | 8                   | 3                   | 19                  |
| Степан Девонин     | Фёдор Иванович Рябинин                              | 8                   | 8                   | 8                   | 24                  |
| Артур Бесчастный   | Виталий Царёв (Виталик)                             | 5                   | 5                   | 7                   | 17                  |
| Сергей Стёпин      | Александр Александрович Волков-ст. (Сан Саныч)      | 3                   | 1                   |                     | 4                   |
| Полина Гухман      | Юля «Малая»                                         |                     | 6                   | 7                   | 13                  |
| Лариса Удовиченко  | Анна Филипповна                                     |                     | 6                   | 3                   | 9                   |
| Александр Половцев | Анатолий Бойко                                      |                     | 6                   |                     | 6                   |
| Александра Хромова | Ксюха                                               |                     |                     | 8                   | 8                   |
| Евгений Ткачук     | Вася                                                |                     |                     | 8                   | 8                   |
| Фёдор Федотов      | Гоша                                                |                     |                     | 7                   | 7                   |
| Всего эпизодов     | Всего эпизодов                                      | 8                   | 8                   | 8                   | 24                  |

### Второстепенные роли
| Актёр                             | Роль                                                              |
| --------------------------------- | ----------------------------------------------------------------- |
| Дарья Гущина                      | Вика (Виктория Фёдоровна Рябинина) младшая сестра Саньки          |
| Никита Павленко                   | Витя «Афганец» (Виктор Николаевич) лучший друг и сослуживец Алика |
| Надежда Иванова (1-2 сезоны)      | Ира (Ирина) девушка (со 2 сезона жена) Вити                       |
| Елизавета Лотова                  | Ирина мама Жени                                                   |
| Михаил Орлов                      | Михаил Лукин отец Вовки                                           |
| Ангелина Стречина (1-6, 11 серии) | Эльза девушка Алика                                               |
| Зураб Кипшидзе (1 сезон)          | Зураб Нотарович криминальный авторитет                            |
| Тамир Сикоев (1 сезон)            | Тимур племянник Зураба                                            |
| Дарья Урсуляк (1 сезон)           | Таня (Татьяна) библиотекарь                                       |
| Евгений Харитонов (1-2 сезоны)    | Гриша соратник Алика                                              |
| Аскар Нигамедзянов (1 и 3 сезоны) | Цыган                                                             |
| Марина Бауэр (1 сезон)            | бабушка Илюши                                                     |
| Алексей Маклаков (1 сезон)        | Юрий Полиэктович декан                                            |
| Анатолий Журавлёв (2 сезон)       | Дмитрий Васильевич директор завода, папа Галадриэль               |
| Ксения Трейстер (2 сезон)         | Галя «Галадриэль» (Галина Дмитриевна) возлюбленная Илюши          |
| Георгий Ратишвили (2 сезон)       | Бесо Зурабович Изиашвили сын Зураба                               |
| Арслан Мурзабеков (1-2 сезоны)    | силовик Зураба и Бесо                                             |
| Лев Малишава (1-2 сезоны)         | Каха помощник Бесо                                                |
| Игорь Ветров (2 и 3 сезоны)       | Демид патологоанатом                                              |
| Дарья Ковалевская (2 сезон)       | Марина жена Дмитрия, мачеха Галадриэль                            |
| Дмитрий Куличков (2—3 сезоны)     | Трофим                                                            |
| Иван Тартарашвили (2-3 сезон)     | Серёга глава банды                                                |
| Виктор Сухоруков (3 сезон)        | Максим Николаевич отец Ксюхи, полковник милиции в отставке        |
| Варвара Шмыкова (3 сезон)         | Маша «Жирная» вдова Гриши                                         |
| Юрий Кузнецов (3 сезон)           | дядя Веня тренер Алика и Вити                                     |
| Ильнур Гарифуллин (3 сезон)       | Ильнур «Монгол» бандит                                            |
| Рустам Ахмадеев (3 сезон)         | Денис Карасиков «Карась» бандит                                   |
| Екатерина Новокрещенова (3 сезон) | родноверка                                                        |

## Серии
| Сезон | Сезон | Серии | Период трансляции       |
| ----- | ----- | ----- | ----------------------- |
|       | 1     | 8     | 23 апреля — 28 мая 2020 |
|       | 2     | 8     | 24 мая — 3 июня 2021    |
|       | 3     | 8     | 4 мая — 15 июня 2023    |

### Сезон 1
| № серии | Премьера   | Описание серии |
| ------- | ---------- | --- |
| 1       | 23.04.2020 | 1993 год. 14-летний Санька Рябинин живёт обычной подростковой жизнью — ищет приключений, пытается защититься от районных хулиганов, не хочет ходить в музыкальную школу, не знает, как подружиться с девочками и с кого из взрослых брать пример. С одной стороны — честная, но бедная семья с мамой-продавщицей и папой-доцентом, а с другой — опасный мир афганского ветерана дяди Алика. А тут ещё и девочка Женя, знакомство с которой запускает череду необратимых событий, которые полностью изменят жизнь Сани, его семьи и друзей Вовки и Илюши. Санька Рябинин с друзьями, убегая от банды хулиганов, угоняет и разбивает машину, которая принадлежит главному криминальному авторитету города. |
| 2       | 23.04.2020 | Санька готов взглянуть своим страхам в лицо! Он отправляется к хулиганам, захватив с собой пистолет Алика. |
| 3       | 30.04.2020 | К Рябининым приехал дед Саньки, который уверен: его сын Алик — герой, который защищает родину на войне. Надежда не хочет мириться с этой несправедливостью. |
| 4       | 07.05.2020 | От Алика давно нет вестей, и Сан Саныч начинает переживать за сына. Санька решает во что бы то ни стало помочь деду. |
| 5       | 14.05.2020 | Зураб считает, что в исчезновении его племянника виноват Витя. Если Алик не отдаст лучшего друга в руки Зурабу, то афганцам объявят войну. |
| 6       | 21.05.2020 | Чтобы защитить родных от гнева Зураба, Алик планирует улететь в США. Фёдор хочет с ним, но Надежда ставит ультиматум. Санька делает попытку заработать денег, чтобы пойти с друзьями на концерт «Агаты Кристи». Позже он узнаёт, что ребята отправились на концерт без него. От обиды Санька врёт Жене, что уезжает вместе со своим дядей в США. |
| 7       | 28.05.2020 | Надежда не может простить измену мужу. Санька, раздавленный ситуацией в семье, сближается с Цыганом и его бандой и опускается на дно. |
| 8       | 28.05.2020 | Рябинины находятся перед тяжёлым выбором. Готова ли Надежда встать на путь обмана? Готов ли Фёдор отказаться от своей мечты? Готов ли Санька ради мести убить человека? |

### Сезон 2
| № серии | Премьера   | Описание серии |
| ------- | ---------- | --- |
| 1 (9)   | 24.05.2021 | Действие сериала переносится в 1994 год. Санька с нетерпением ждёт встречи с Женей, которая приезжает спустя год жизни в Германии. Илюша рассказывает ребятам о своей новой подруге — Галадриэль, дочке директора местного завода, а Вовка о своих похождениях с гимнастками из дворца спорта. Надежда продолжает успешно работать в «Витал-Инвест» и отказывается верить в смерть Алика. Её муж Фёдор уже год не работает, затеяв в доме бесконечный ремонт.                                        |
| 2 (10)  | 25.05.2021 | Санька тайком пробирается в отчий дом, чтобы взять еды из холодильника. Натыкается на отца, который уговаривает Саньку вернуться домой и говорит, что не понимает зачем тот ушёл. Санька рассказывает отцу, что видел, как мама целуется с Виталиком. Алик тем временем живёт в доме у Демида, который «четыре часа штопал его» после обстрела. |
| 3 (11)  | 26.05.2021 | Санька рад встрече с дядей. Он призывает Алика отомстить Вите, но тот отказывается это делать. Санька злится на Алика и говорит что Витя должен быть наказан. Фёдор просит Надежду разорвать все деловые отношения с Виталиком, но сам при этом продолжает сидеть дома без работы. |
| 4 (12)  | 27.05.2021 | Алик караулит Витю и его новоиспечённую жену в подъезде после свадьбы. Санька, Вовка и Илюша идут на дискотеку со своими дамами. Витя и афганцы придумывают схему, как втереться в доверие к директору завода, который они хотят отжать. Для этого они затеяли нападение на его дочку — девушку Илюши, которую все называют Галадриэль. |
| 5 (13)  | 31.05.2021 | Санька и Женя приходят в квартиру Алика, чтобы посмотреть, всё ли с ним в порядке. Алик говорит, что ему лучше. Санька рассказывает Алику об инциденте, произошедшем на дискотеке. Фёдору звонит Надежда и просит прогнать Анну вместе с Толиком. Она хочет вернуться домой. |
| 6 (14)  | 01.06.2021 | Витя приходит к Бесо и говорит, что объявился их общий враг. Им нужно объединиться для борьбы с ним. Он рассказывает, что Алик выжил из-за халатности охранника Бесо. Алик тем временем передаёт Саньке записку, что уезжает в санаторий. Это бесит Саньку и тот бежит домой, чтобы рассказать всем, что Алик на самом деле выжил. |
| 7 (15)  | 02.06.2021 | Алик в машине Вити. Каха — помощник Бесо, надевает на него наручники. Алик просит о последнем желании, он хочет мороженого. Каха нервничает, хочет поскорее убить Алика, но Витя убивает Каху и просит Алика его убить, но тот молча уходит. В квартиру Рябининых приходит риелтор Гена, чтобы сделать замеры и подготовить квартиру к продаже. Фёдор возмущается, он не понимает, что происходит. Надежда признаётся Фёдору, что отдала квартиру за долги «Витал-Инвеста». Фёдор вне себя от гнева. |
| 8 (16)  | 03.06.2021 | Алик приезжает на базу афганцев, где уже работают сотрудники милиции и скорой помощи. Простынями накрыты тела бывших друзей Алика. Он замечает вдалеке Витю. Они молча смотрят друг на друга. Семья Рябининых в пустой квартире, Гена даёт им время на сборы. Санька спрашивает, где они теперь будут жить, никто не может ему ответить. Алик поехал один мстить Бесо, но позже встречает Витьку, который помогает ему.                                                                              |

### Сезон 3
| № серии | Премьера   | Описание серии |
| ------- | ---------- | --- |
| 1 (17)  | 04.05.2023 | 1996 год. Санька заканчивает школу. Он проводит выпускной вечер с прикольной девчонкой из параллельного класса Ксюхой, а наутро знакомится с её отцом Максимом Николаевичем, полковником милиции в отставке. Вовка решает заработать лёгкие деньги и связывается с бандитами. Попав на крупную сумму, он обращается за помощью к Алику, который недавно вышел из тюрьмы. |
| 2 (18)  | 04.05.2023 | Санька приходит к вернувшейся в город Жене, чтобы забрать бабушкино кольцо, и знакомится с её женихом Гошей. Вовка думает, что вопрос с «товаром» решён, но к его дому приезжает Вася и намекает, что долг придётся отработать. Вовка и Санька становятся свидетелями убийства.                                                                                          |
| 3 (19)  | 11.05.2023 | Вася возглавляет тульскую криминальную группировку и получает первую поставку «товара». Гоша ждёт назначения на должность пресс-атташе в Кабо-Верде и предлагает Жене срочно пожениться. Саня пишет заявление на Васю и отдаёт его Максиму Николаевичу. Взамен на помощь в поиске бандита он просит Саньку исчезнуть из жизни Ксюхи.                                     |
| 4 (20)  | 18.05.2023 | Вовка проигрывает крупную сумму в автоматах. Тем временем Малая находит его заначку и решает потратить деньги. Ксюха хочет поговорить с Санькой, но видит его в ларьке вместе с Женей. |
| 5 (21)  | 25.05.2023 | Женя и Гоша едут в ЗАГС, но роспись срывается. Вовка отрабатывает долг перед Васей и крадёт пакет с «товаром». Алик везёт Машу с детьми в дом своего отца. |
| 6 (22)  | 01.06.2023 | Вася приходит к Вовке домой и требует вернуть пакет с «товаром». Санька впервые за всё время навещает мать в СИЗО. Алик планирует отомстить Васе за смерть дяди Вени. Малая уходит от Вовки и временно поселяется у Жени и Гоши. |
| 7 (23)  | 08.06.2023 | Вовка ночует в ларьке и утром отправляет Саньку на переговоры с Малой. Но в квартире у Вовки Санька встречает одного из бандитов. Ксюха пытается наладить отношения с отцом и рассказывает ему о своём увлечении музыкой. Алик приходит к Васе на разговор и попадает под влияние бандита.                                                                               |
| 8 (24)  | 15.06.2023 | Гоша и Женя устраивают прощальную вечеринку на теплоходе. Вася просит Алика продегустировать новый «товар». А Максим Николаевич узнаёт, что в милиции есть человек, прикрывающий криминальную группировку. |

## Производство
Синопсис проекта появился в начале 2010-х годов, но работа над ним стартовала лишь в 2018 году.
Впервые о сериале было официально объявлено в конце августа 2019 года.
Съёмки первого сезона сериала проходили в Туле с 21 июля по 15 октября 2019 года. В качестве локаций для съёмок использовались знаковые для режиссёра места: микрорайон Криволучье, Центральный парк, озеро Горячка. Отдельные сцены были сняты в городе Киреевск.
Премьерный показ пилотной серии проекта, носившего в то время название «Братство крыши», состоялся 21 сентября 2019 года в рамках конкурсной программы II фестиваля пилотных и первых серий новых сериалов «Пилот» в Иваново.
В поддержку телепремьеры сериала на канале ТНТ в мае 2020 года граффити-команда «HoodGraff» в Санкт-Петербурге разрисовала яркими красками стены в центре города. Художники изобразили тамагочи, Полароид, кассету VHS и надпись «Мир Дружба Жвачка», а на крышах домов Омска, Иркутска и Нижнего Новгорода появились белые надписи «Мир! Дружба! Жвачка!».
14 октября 2021 года руководитель департамента производства PREMIER Марина Катая рассказала, что видеосервис готовится к выпуску третьего сезона.
Финал сериала снимался на теплоходе «Уникум».

## Рейтинги
По данным Mediascope, доля первой серии сериала по аудитории 14-44 в день телепремьеры (23 апреля 2020) на ТНТ составила 13,1 %. У ближайшего конкурента — телеканала СТС — доля в этом же слоте составляла 8,3 %. По итогам первой недели показа сериал закрепил успех нового киносериального слота с долей 11,9 %.
По мнению ведущих российских кино- и телекритиков из разных изданий, опубликованном на сайте Кино-театр.ру, сериал занял 4-е место в списке лучших российских сериалов 2020 года.
Согласно статистике сервиса Кино Mail.ru, основанной на просмотрах пользователей и их оценках, сериал вошёл в список лучших сериалов 2020 года.
По данным поисковых запросов белорусов в Google, проект вошёл в десятку самых популярных запросов по итогам 2020 года в категории «Сериал года».
По данным Mediascope, доля первой серии второго сезона сериала по аудитории 14-44 в день телепремьеры (24 мая 2021 года) на ТНТ составила 13,1 %, опередив ближайших конкурентов — СТС (11,7 %), Первый канал (6,2 %), НТВ (5,3 %).

## Мнения о сериале
Сериал получил неоднозначные оценки критиков и журналистов.
- Маша Токмашева, Кино-театр.ру:

Дань памяти времени, на которое пришлась юность членов съёмочной группы, наверняка задумывалась как отечественный вариант «Очень странных дел» братьев Даффер, фанатов 1980-х, пусть и без мистики, но с фокусом именно на детей и подростков, а не на взрослых героев. Но любой тёплый ламповый проект Netflix на отечественной почве побеждает «Бригада». Вот такие дела, как пела популярная в 90-е певица Татьяна Буланова.
- Леонид Кискаркин, Anews.com:

Сериал "Мир! Дружба! Жвачка!" похож на клип певицы Монеточки о том, как в "девяностые убивали людей". У кого-то он вызовет грустную улыбку и воскресит в памяти воспоминания о не так давно ушедшей эпохе, а кто-то будет стучать кулаком по столу и с пеной у рта кричать, что всё это неправда и девяностые такими не были.
- Алихан Исрапилов, Film.ru:

Громкий слоган «Тем, кто вырос в 90-е» в кои-то веки не лукавит — от сериала точно ёкнет сердце у всех, кто выжил в «девяностых», которые у нас, как известно, либо закончились в середине нулевых, либо до сих пор продолжаются.
- Татьяна Трейстер, InterMedia:

Сериал представляет собой образчик довольно качественного кино, скроенного по мировым стандартам, и подарит тем, кто скучает по детству из девяностых, внушительную дозу радости и возможность окунуться в светлые тёплые дни, когда сходить в автосервис было целым приключением, а бесстрашие измерялось в том, способен ли ты зимой лизнуть качели.
- Егор Москвитин, «Meduza»:

Сериал «Мир! Дружба! Жвачка» предлагает телевидению, пожалуй, самый разносторонний взгляд на проблемную эпоху.
- Дмитрий Шепелёв, «Игромания»:

«Мир! Дружба! Жвачка!» может похвастаться отличным саундтреком и потрясающими персонажами второго плана. Дети-актёры справляются неплохо, но их напрочь затмевают суровый дедушка главного героя и невероятно харизматичный Алик-афганец. Сериал стоит посмотреть хотя бы ради них.
- Илья Легостаев, «Московский комсомолец»:

Наверное, самое интересное сериальное высказывание на тему девяностых.
- «Комсомольская правда»:

Один из лучших сериалов про подростков в 90-е.